# Партия зелёных (Швеция)
Партия зелёных (швед. Miljöpartiet de gröna) — шведская зелёная политическая партия. Основана в 1981 году сторонниками запрета использования ядерной энергии на референдуме 1980 года.
У партии нет формального лидера, вместо этого существуют сменяемые спикеры, представляющие позиции партии. Ими являются сразу два человека мужчина и женщина, как символ равноправия между полами. Ими являются Даниэль Хелльден (с 18 ноября 2023 года) и Аманда Линд (с 28 апреля 2024 года).
Партия зелёных участвует в парламентских выборах с 1982 года. В 1988 году она набирает 5,5 % голосов и впервые проходит в Риксдаг, получив в нём 20 мест. После выборов 1991 года теряет все депутатские места. В 1994 году получает 5,0 % и 18 мест, оставаясь с этого времени парламентской партией.
После выборов в 2014 году, на которых зелёные получают 6,9 % голосов и 25 мест в Риксдаге, в жизни партии происходит ещё одно важное событие — она впервые становится частью правящей коалиции, в которую зелёные вошли вместе с Социал-демократической партией. В новом правительстве зелёным достаётся 6 министерских портфелей из 24, а социал-демократам — 18.
Партия привлекает в свои ряды, в основном, молодёжь. Выступает против членства в Евросоюзе и требует проведения нового референдума о выходе из него. Выступает за борьбу с антропогенным изменением климата, за свёртывание производства ядерной энергии в Швеции, за разработку и использование альтернативных источников энергии.
Партию зелёных можно назвать скорее левой, нежели правой. В 2009 году тогдашний спикер зелёных Мария Веттерстранд описала партию как «естественное пристанище для социал-либералов и либертарных социалистов с зелёным мышлением». В некоторых коммунах отделения партии взаимодействуют с меньшими либеральными партиями, но на национальном уровне партия заявляла, что не будет поддерживать коалицию с Умеренной коалиционной партией.

## Организационная структура
Высший орган — съезд (Kongress), между съездами — правление (Partistyrelse). Партия состоит из округов (Partidistrikt), округа из местных отделений (Lokalavdelning).
Смежные организации
- Союз зелёной молодёжи (Grön Ungdom);
- Союз зелёных студентов (Gröna Studenter).

Союз зелёной молодёжи
Высший орган — национальная конференция (Riksårsmöte), между национальными конференциями — правление (Förbundsstyrelse). Союз состоял из округов, округа — из местных отделений.